# Prueba Villafranca de Ordizia
La Prueba Villafranca de Ordizia è una corsa in linea di ciclismo su strada maschile che si disputa a Ordizia, nei Paesi Baschi spagnoli, ogni anno nel mese di luglio. A partire dal 2005 fa parte dell'UCI Europe Tour classe 1.1.

## Storia
È considerata una delle corse storiche spagnole e si è sempre disputata con cadenza annuale, fin dalla prima edizione del 1922, quando vincitore fu Francisco Sarasola. Le prove disputate tra il 1944 e il 1947, tra il 1949 e il 1951, nel 1955, 1967 e 1975 furono riservate ai dilettanti.
Nel 1952 e nel 1974 la corsa fu composta da due tappe.

## Albo d'oro
Aggiornato all'edizione 2025.
| Anno    | Vincitore                 | Secondo                | Terzo                    |
| ------- | ------------------------- | ---------------------- | ------------------------ |
| 1922    | Francisco Sarasola        |                        |                          |
| 1923    | Joaquim Lete              |                        |                          |
| 1924    | Cesareo Sarduy            |                        |                          |
| 1925    | Esteban Zubiaurre         | José Gurrucaga         | Benito Ayastuy           |
| 1926    | Lucas Jauregui            | Francisco Cepeda       | Andres Arriaga           |
| 1927    | Ricardo Montero           | Telmo García           | Enrique Aguirre          |
| 1928    | Miguel Mucio              | Manuel López           | Ricardo Montero          |
| 1929    | Miguel Valderrey          |                        |                          |
| 1930    | Ricardo Montero           | Miguel Valderey        | Arturo Ezquerra          |
| 1931    | Ricardo Montero           | Francisco Cepeda       | Eusebio Bastida          |
| 1932    | Ricardo Montero           | Federico Ezquerra      | Jesús Dermit             |
| 1933    | Salvador Cardona          | Mariano Cañardo        | Ricardo Montero          |
| 1934    | Emiliano Álvarez          | Fermín Treuba          | Vicente Carretero        |
| 1935    | Ricardo Montero           | Salvador Molina        | Antonio Escuriet         |
| 1936-37 | Non disputata             | Non disputata          | Non disputata            |
| 1938    | Federico Ezquerra         | Jesús Dermit           | Antonio Ugarteburu       |
| 1939    | José Félix Escauriaza     | Federico Ezquerra      | Antonio Ugarteburu       |
| 1940    | Federico Ezquerra         | Antonio Ugarteburu     | José Félix Escauriaza    |
| 1941    | Martín Mancisidor         | Enrique Torres         | Carmelo Elgarresta       |
| 1942    | Félix Vidaurreta          | Angel Puente           | Francisco Expósito       |
| 1943    | Martín Mancisidor         | Miguel Lizarazu        | Cipriano Aguirrezabal    |
| 1944    | Ignacio Esnaola           | Juan José Eizaguirre   | Eloy Lizazu              |
| 1945    | Ignacio Esnaola           | Ramón Garmendia        | Luis Zubizarreta         |
| 1946    | Juan Cruz Ganzaraín       | Ignacio Esnaola        | José María Lopategui     |
| 1947    | Juan Cruz Ganzaraín       | Juan José Eizaguirre   | Nicolás Galardi          |
| 1948    | Francisco Expósito        | Francisco Michelena    | Ignacio Esnaola          |
| 1949    | Vicente Aramburu          | Antonio Mendiburu      | Bonifacio Arrospide      |
| 1950    | José Orbegozo             | Luciano Montero II     | Antonio Mendiburu        |
| 1951    | Antonio Mendiburu         | Joaquín Salaberría     | José María Apalategui    |
| 1952    | Manuel Aizpuru            | Juan Cruz Ganzaraín    | Hortensio Vidaurreta     |
| 1953    | Hortensio Vidaurreta      | Oscar Elguézabal       | Jesús Galdeano           |
| 1954    | Hortensio Vidaurreta      | Cosme Barrutia         | Antonio Barrutia         |
| 1955    | José Pérez Francés        | Emilio Cruz            | Miguel Urquizar          |
| 1956    | José Michelena            | Hortensio Vidaurreta   | Miguel Vidaurreta        |
| 1957    | José Michelena            | Hortensio Vidaurreta   | Fausto Iza               |
| 1958    | Facundo Zabaleta          | José Luis Talamillo    | Hortensio Vidaurreta     |
| 1959    | José Luis Talamillo       | Emilio Cruz            | Jesús Galdeano           |
| 1960    | Louis Goya                | Jesús Galdeano         | Alfredo Esmatges         |
| 1960    | Louis Goya                | Jesús Galdeano         | Alfredo Esmatges         |
| 1961    | Roberto Morales           | Julio San Emeterio     | José Segú                |
| 1962    | Sebastián Elorza          | Luis Otaño             | Emilio Cruz              |
| 1963    | Antonio Barrutia          | José Antonio Momeñe    | Fernando Manzaneque      |
| 1964    | José Pérez Francés        | Luis Otaño             | Ramón Mendiburu          |
| 1965    | Roberto Morales           | Carlos Echeverría      | José María Errandonea    |
| 1966    | Antonio Gómez Del Moral   | Ginés García           | Aurelio González         |
| 1967    | Javier Otaola             | Juan Silloniz          | José Luis Uribezubía     |
| 1968    | Gregorio San Miguel       | Vicente López Carril   | Juan Silloniz            |
| 1969    | Miguel María Lasa         | José López Rodríguez   | José Antonio Momeñe      |
| 1970    | Francisco Gabica          | Gabriel Mascaró        | Francisco Galdós         |
| 1971    | Domingo Perurena          | Vicente López Carril   | José López Rodríguez     |
| 1972    | Domingo Perurena          | Agustín Tamames        | Juan Zurano              |
| 1973    | Santiago Lazcano          | Francisco Galdós       | Vicente López Carril     |
| 1974    | José Pesarrodona          | Miguel María Lasa      | Antonio Menéndez         |
| 1975    | Pierre-Raymond Villemiane | Luis Alberto Ordiales  | Félix Pérez              |
| 1976    | Domingo Perurena          | Vicente López Carril   | Miguel María Lasa        |
| 1977    | Vicente López Carril      | José Enrique Cima      | Manuel Esparza           |
| 1978    | Miguel María Lasa         | Antonio Menéndez       | Andrés Oliva             |
| 1979    | Faustino Rupérez          | Vicente Belda          | Pedro Vilardebó          |
| 1980    | Ismael Lejarreta          | José Luis Mayoz        | Joaquín Fortia           |
| 1981    | Marino Lejarreta          | Johan De Muynck        | Bernardo Alfonsel        |
| 1982    | Faustino Rupérez          | Modesto Urritibeascoa  | Alfio Vandi              |
| 1983    | José Recio                | Julián Gorospe         | Federico Echave          |
| 1984    | Pedro Muñoz               | Enrique Aja            | Antonio Coll             |
| 1985    | Iñaki Gastón              | Jokin Mújika           | Pedro Muñoz              |
| 1986    | Peter Hilse               | Vicente Belda          | Guillermo Arenas         |
| 1987    | Claude Séguy              | Stephen Hodge          | Arsenio González         |
| 1988    | Marino Lejarreta          | Jon Unzaga             | Jokin Mújika             |
| 1989    | Marino Lejarreta          | Federico Echave        | Jokin Mújika             |
| 1990    | Miguel Angel Martínez     | Marino Lejarreta       | Federico Echave          |
| 1991    | Neil Stephens             | Serge Baguet           | Mikel Zarrabeitia        |
| 1992    | Abraham Olano             | Antonio Martín Velasco | Harry Lodge              |
| 1993    | Neil Stephens             | Noel Szostek           | Bo André Namtvedt        |
| 1994    | Neil Stephens             | Frank Vandenbroucke    | José María Jiménez       |
| 1995    | Neil Stephens             | Stefano Della Santa    | Frank Vandenbroucke      |
| 1996    | Aitor Garmendia           | Arsenio González       | Prudencio Induraín       |
| 1997    | Laurent Lefèvre           | Frédéric Bessy         | Francisco Mancebo        |
| 1998    | Frank Vandenbroucke       | Gianluca Bortolami     | Mirko Celestino          |
| 1999    | Laurent Jalabert          | Andrej Čmil            | Pascal Hervé             |
| 2000    | Javier Otxoa              | Patrice Halgand        | David Etxebarria         |
| 2001    | David Clinger             | Rafael Díaz Justo      | Aleksandr Šefer          |
| 2002    | Mikel Zarrabeitia         | Vladimir Karpec        | Óscar Pereiro            |
| 2003    | Alejandro Valverde        | Antonio Colom          | Gorka Gerrikagoitia      |
| 2004    | David Herrero             | Gustavo Domínguez      | David Latasa             |
| 2005    | Carlos García Quesada     | Daniel Moreno          | Adolfo García Quesada    |
| 2006    | Félix Cárdenas            | Alberto Rodríguez      | David Latasa             |
| 2007    | Joaquim Rodríguez         | Julián Sánchez         | José Alberto Benítez     |
| 2008    | Vladimir Karpec           | Bruno Pires            | Sergio Pardilla          |
| 2009    | Jaume Rovira              | Joaquim Rodríguez      | Pablo Urtasun            |
| 2010    | Gorka Izagirre            | Manuel Ortega          | Pablo Lastras            |
| 2011    | Julien Simon              | Daniel Moreno          | Pablo Lastras            |
| 2012    | Gorka Izagirre            | Esteban Chaves         | Miguel Ángel Rubiano     |
| 2013    | Daniel Teklehaimanot      | Ángel Madrazo          | David Arroyo             |
| 2014    | Gorka Izagirre            | Luis León Sánchez      | José Herrada             |
| 2015    | Ángel Madrazo             | Jon Izagirre           | Amets Txurruka           |
| 2016    | Simon Yates               | Ángel Madrazo          | Aleksandr Vdovin         |
| 2017    | Sergej Šilov              | Benjamín Prades        | Dmitrij Strachov         |
| 2018    | Robert Power              | Simon Yates            | Krists Neilands          |
| 2019    | Rafael Valls              | Jesús del Pino         | Juan Antonio López-Cózar |
| 2020    | Simon Carr                | Kyle Murphy            | Winner Anacona           |
| 2021    | Luis León Sánchez         | Juan Ayuso             | Roger Adrià              |
| 2022    | Simon Yates               | Dion Smith             | Xavier Cañellas          |
| 2023    | Marc Hirschi              | Ben Healy              | Juan Ayuso               |
| 2024    | Jan Christen              | Vincenzo Albanese      | Pau Miquel               |
| 2025    | Igor Arrieta              | Isaac Del Toro         | António Morgado          |